# Intel Socket G3
Le socket G3, également connu sous le nom de rPGA 946B/947 ou FCPGA 946, est un socket pour microprocesseurs Intel qui prend en charge les processeurs pour PC portables basés sur Haswell. Les SKU compatibles ont un suffixe « M » dans le numéro de modèle.
Le socket G3 est conçu pour remplacer le socket G2, également connu sous le nom de rPGA 988B. Le socket G3 a des trous pour entrer en contact avec les 946 ou 947 broches du boîtier PGA du processeur,.
Lynx Point est le Platform Controller Hub (PCH) associé au Socket G3.
Le socket rPGA 947 a un trou supplémentaire, mais sinon il est identique au socket G3. Il s’agit du dernier socket PGA pour processeurs pour PC portables d’Intel - tous les processeurs pour PC portables des microarchitectures succédant à Haswell sont exclusivement disponibles dans un boîtier BGA. AMD a également adopté la même pratique, en commençant par sa microarchitecture Steamroller.